# Alpine County Airport
Alpine County Airport is een klein openbaar vliegveld ten noorden van het dorpje Markleeville (Alpine County), in het oosten van de Amerikaanse staat Californië. Het is eigendom van Alpine County en kan gebruikt worden voor algemene luchtvaart. Het vliegveldje is 120 hectare groot en ligt 1.788 meter boven zeeniveau. Er is een startbaan in asfalt, maar er zijn geen gebouwen en geen verlichting. In feite passeren er op jaarbasis gemiddeld slechts zo'n 54 toestellen en kan er 's winters – door sneeuwval – niet opgestegen of geland worden.